# Ulf Andersson

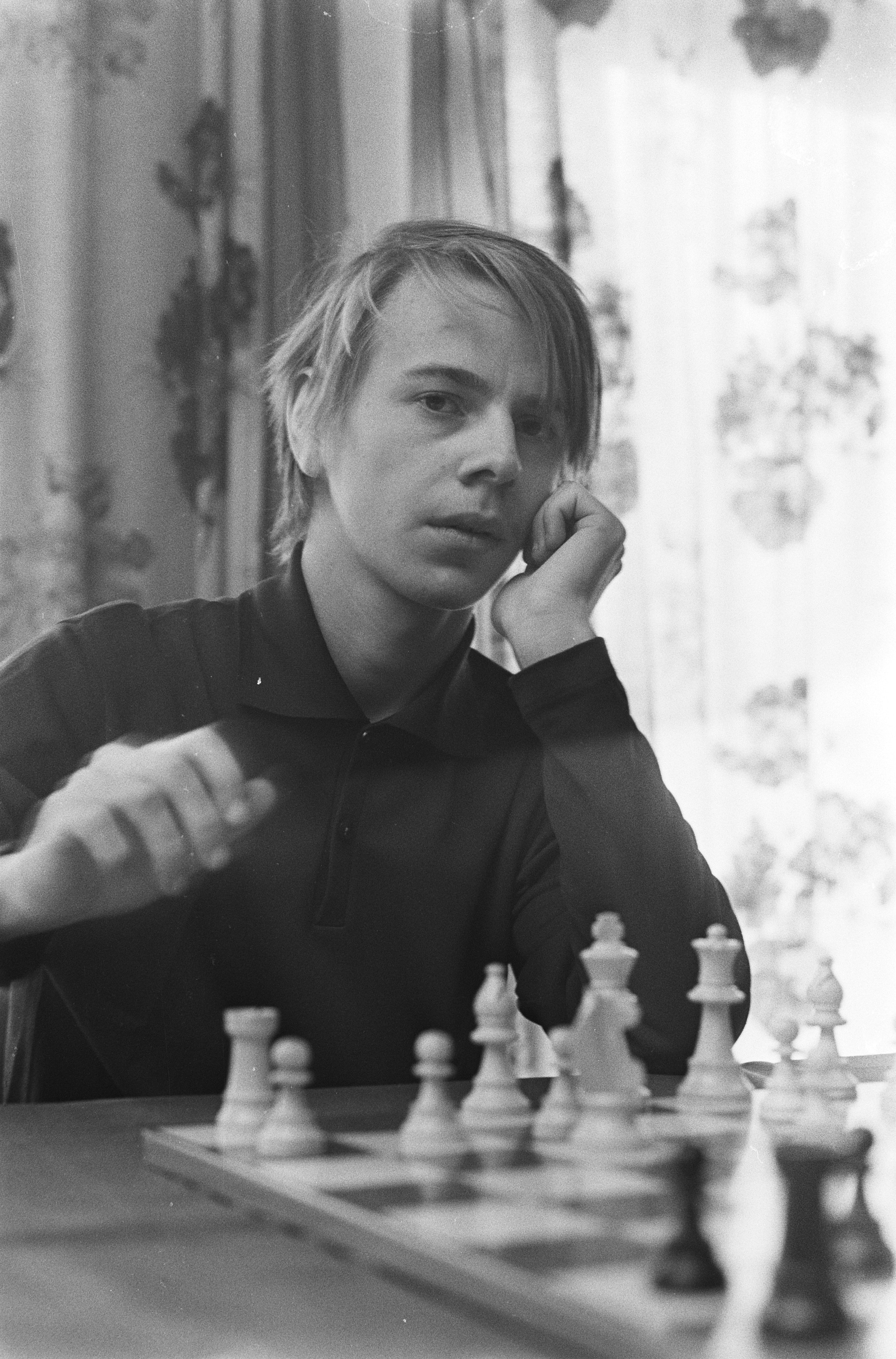
Ulf Andersson, Wijk aan Zee 1971

Ulf Andersson (ur. 27 czerwca 1951 w Västerås) – szwedzki szachista, arcymistrz.

## Kariera szachowa
W 1969 r. jedyny raz w karierze zdobył tytuł indywidualnego mistrza Szwecji. W 1972 r. otrzymał (jako drugi Szwed w historii, po Gideonie Ståhlbergu) tytuł arcymistrza. Osiągnął wiele sukcesów w turniejach międzynarodowych, zwyciężając bądź dzieląc I miejsca m.in. w Cienfuegos (1974, 1975, memoriały Jose Raula Capablanki), Belgradzie (1977), Hastings (trzykrotnie z rzędu w latach 1978, 1979 i 1980), Londynie (1980, 1982), Turynie (1982), Rzymie (1985, 1986), Reggio Emilii (1986) oraz w Pampelunie (1997/98). W 1983 roku zremisował sześciopartiowy mecz z Michaiłem Talem, natomiast w 1984 grając na I szachownicy reprezentacji reszty świata przeciwko drużynie ZSRR przegrał z Anatolijem Karpowem 1½ – 2½. W latach 80. sześciokrotnie znalazł się w pierwszej dziesiątce listy rankingowej FIDE (najwyższy uzyskany ranking 2640). Był stałym uczestnikiem rozgrywek o mistrzostwo świata, czterokrotnie wystąpił w turniejach międzystrefowych, uzyskując następujące wyniki: Biel (1976) – VIII m., Moskwa (1982)- IV m., Biel (1985) – IX m. oraz Szirak (1987) – VI m.. Dwukrotnie brał również udział w mistrzostwach świata rozegranych systemem pucharowym, w obu przypadkach odpadając w II rundzie: w 1997 r. w Groningen przegrał z Wadimem Miłowem, natomiast w 1999 w Las Vegas – z Wadimem Zwiagincewem.
Wielokrotnie reprezentował Szwecję w turniejach drużynowych, m.in.:
- szesnastokrotnie na olimpiadach szachowych (w latach 1970, 1972, 1974, 1976, 1978, 1980, 1982, 1984, 1988, 1990, 1992, 1996, 1998, 2000, 2002, 2004), w 1978 r. zdobywając brązowy medal za indywidualny wynik na I szachownicy[7],
- pięciokrotnie na drużynowych mistrzostwach Europy (w latach 1980, 1992, 1997, 2001, 2005), w 1980 r. zdobywając srebrny medal za indywidualny wynik na I szachownicy[8],
- trzykrotnie na turniejach o Puchar Nordycki (Nordic Cup) (w latach 1971, 1972, 1973), m.in. zdobywając wspólnie z drużyną dwa złote (1971, 1972) oraz srebrny medal (1973)[9].

Styl gry Anderssona jest bardzo solidny, ale zarazem mało efektowny. Zdecydowana większość jego partii kończy się remisem, przez co przegrywa on niewiele partii, ale również niewiele wygrywa. Jest uznawany za jednego z największych na świecie specjalistów od gry końcowej, szczególnie tzw. "wieżówek". Słynna jest również jego technika realizacji najmniejszej nawet przewagi pozycyjnej. Zdecydowana większość wygranych partii Anderssona to długie i bardzo długie pojedynki, w których przez wiele posunięć manewruje on w poszukiwaniu możliwości zdobycia nawet najmniejszej przewagi, którą w końcówce potrafi perfekcyjnie zrealizować.
Oprócz gry w turniejach klasycznych spore osiągnięcia odnosił również w szachach korespondencyjnych, w których należy do ścisłej światowej czołówki. Na liście rankingowej ICCF w styczniu 2007 r. zajmował z wynikiem 2737 punktów drugie miejsce na świecie (za Joopem van Oosteromem). Na liście w dniu 1 kwietnia 2010 r. klasyfikowany był jako zawodnik nieaktywny.
Najwyższy ranking w grze klasycznej osiągnął 1 stycznia 1997 r., notowany był wówczas na dzielonym 17–18 m. na świecie z wynikiem 2655 punktów. Dwukrotnie w swojej karierze klasyfikowany był na 4. miejscu światowej listy rankingowej: 1 stycznia 1983 oraz 1 lipca 1983 (w obu przypadkach za Anatolijem Karpowem, Garrim Kasparowem i Ljubomirem Ljubojeviciem).